# 8425 Цзижанькесюецзіцзінь
8425 Цзижанькесюецзіцзінь (8425 Zirankexuejijin) — астероїд головного поясу, відкритий 14 лютого 1997 року.
Тіссеранів параметр щодо Юпітера — 3,612.
Названо на честь Національного наукового фонду Китаю (кит.: 中国国家自然科学基金委员会), до 15-ї річниці. Цзижань «Природа» (кит.: 自然), Кесюе «Наука» (кит.: 科学), Цзіцзінь «Фонд» (кит.: 基金).